# P’yŏngch’ŏn-guyŏk
P’yŏngch’ŏn-guyŏk (Pyongchon-Bezirk) ist einer der 18 Stadtbezirke Pjöngjangs, der Hauptstadt Nordkoreas. 

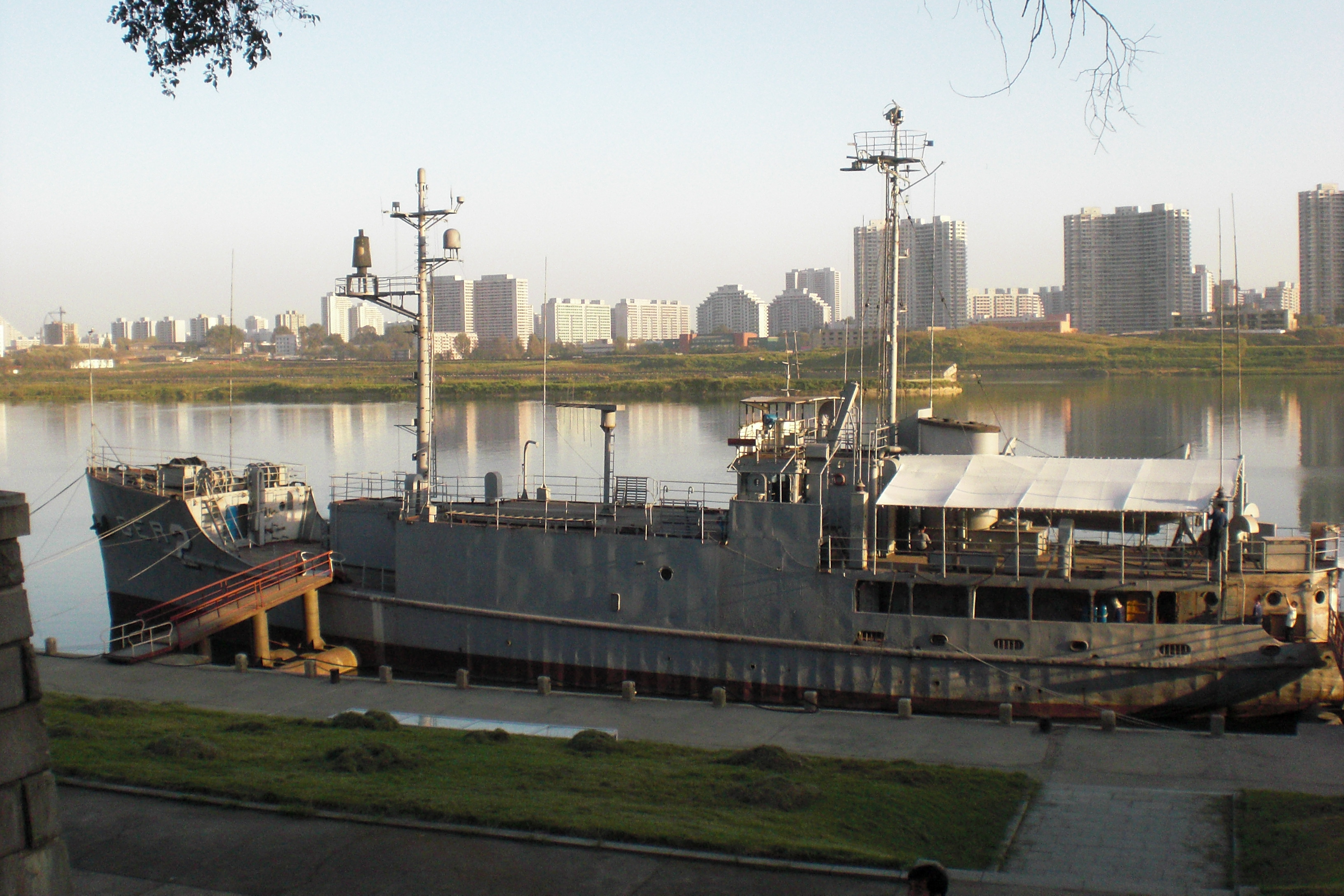
Die USS Pueblo am Ufer von P’yŏngch’ŏn-guyŏk

Die südliche Grenze des Stadtteils bildet der Taedong-gang auf dem sich das gekaperte US-Marine-Schiff USS Pueblo befindet. Im Norden und im Westen wird er durch den Potong-gang begrenzt. Östlich des Bezirks liegt, getrennt durch die Bahnlinie, der Innenstadtbezirk Chung-guyŏk.

Mit dem südlich des Taedong-gang gelegenen Stadtteils ist der Bezirk durch die Chungsong-Brücke verbunden. Die Chollima-Straße bildet die zentrale Verkehrsstraße durch von P’yŏngch’ŏn-guyŏk. An der Mirae-Straße wohnen zumeist verdiente Mitarbeiter der Technischen Universität Kim Ch’aek.
In dem Bezirk befinden sich zudem das Mansudae-Kunststudio, die Pjöngjang Jang Chol Gu Handelsuniversität, die Pjöngjang University of the Printing Industrial Arts und die Korea Okryu Combination Corporation. Speziell für internationale Besucher sind das Pothong Hotel und das Ansan Chodasso Guest House eingerichtet worden. Zu einer der größten Fabriken gehört die Seidenspinnerei Kim Jong-suk. Das in P’yŏngch’ŏn-guyŏk betriebene Wärmekraftwerk ist der Hauptenergielieferant der Hauptstadt. 

## Geschichte
P’yŏngch’ŏn-guyŏk wurde im Oktober 1960 durch ein Mandat des Zentralkomitees der Partei der Arbeit Koreas zum eigenständigen Stadtteil.
Am 13. Mai 2014 kam es zum Einsturz eines Wohnhauses mit mehreren Toten.

## Verkehr

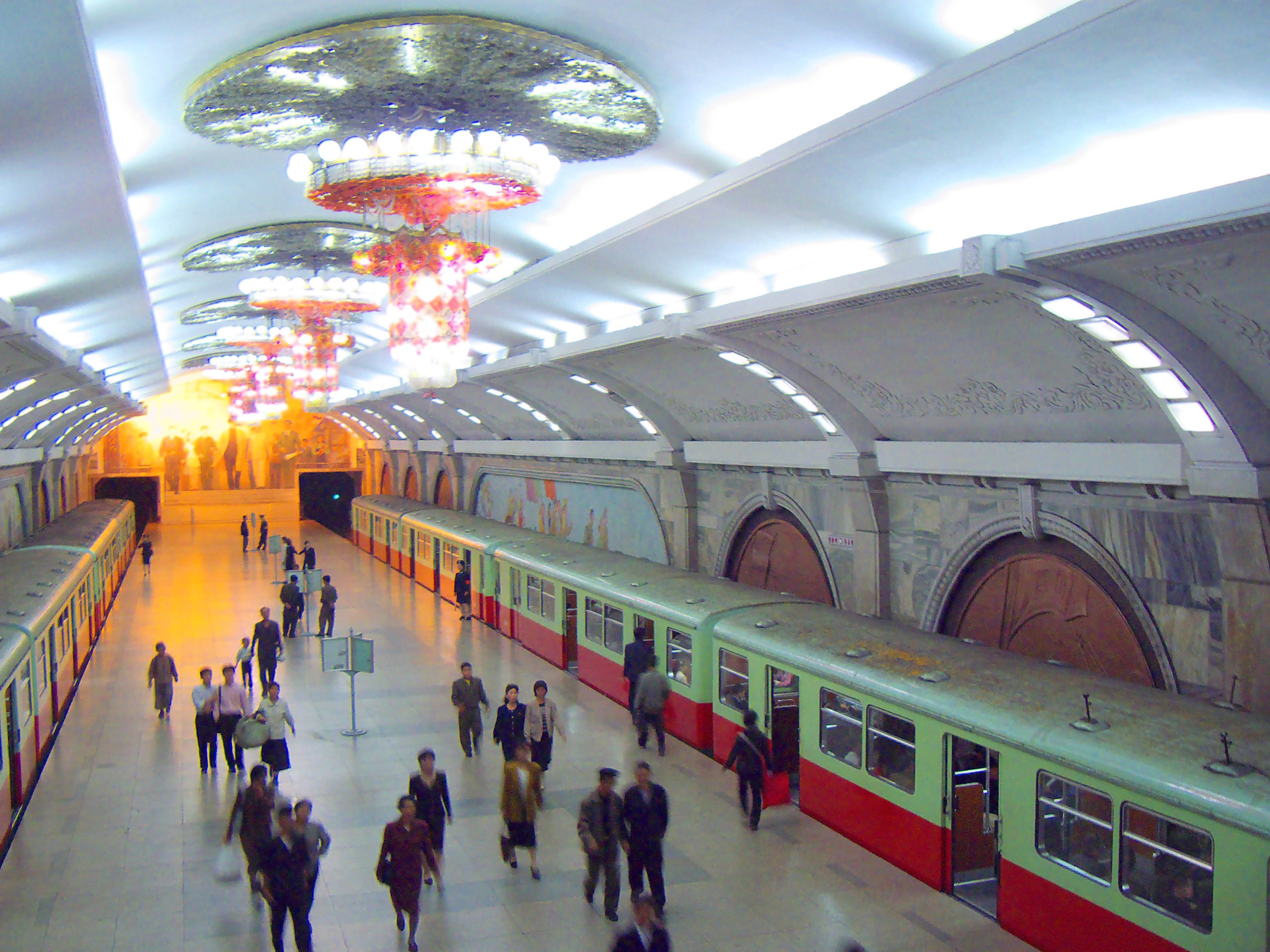
U-Bahn-Station Puhŭng

Die Chollima-Straße bildet eine Hauptverkehrsstraße von P’yŏngch’ŏn-guyŏk in den Innenstadtbezirk Chung-guyŏk. Die Metro Pjöngjang hält in P’yŏngch’ŏn-guyŏk an der Station Puhŭng (復興 = Wiederauferstehung). Diese ist häufiger Startpunkt für U-Bahn-Fahrten für ausländische Besucher.

## Verwaltungseinheiten
P’yŏngch’ŏn-guyŏk ist in elf Verwaltungseinheiten, die Dongs eingeteilt. Die größten Ortsteile, Ansan, Puksong, Haeun, Ryukkyo, Pyongchon und Saemaul, sind wiederum in je zwei Verwaltungseinheiten untergliedert.
|                  | Chosŏn’gŭl | Hancha   |
| ---------------- | ---------- | -------- |
| Ansan-dong       | 안산동     | 鞍山洞   |
| Chŏngpy’ŏng-dong | 정평동     | 井平洞   |
| Haeun-dong       | 해운동     | 海運洞   |
| Kansŏng-dong     | 간성동     | 干城洞   |
| Pongji-dong      | 봉지동     | 鳳池洞   |
| Ponghak-dong     | 봉학동     | 鳳鶴洞   |
| Pongnam-dong     | 봉남동     | 鳳南洞   |
| Puksŏng-dong     | 북성동     | 北城洞   |
| P’yŏngch’ŏn-dong | 평천동     | 平川洞   |
| Ryukkyo-dong     | 륙교동     | 陸橋洞   |
| Saemaul-dong     | 새마을동   | 새마을洞 |